# SFL Engineering
Die SFL Engineering (kurz: SFL) ist ein österreichisches Technologie-Unternehmen aus Stallhofen in der Steiermark. SFL wurde im Jahr 1988 gegründet und ist in 8 Technologie-Sektoren tätig: Fassadenbau, Metallbau, Anlagenbau, Maschinenbau, Lichttechnik, Energietechnik, Glastechnik und e-Mobility. SFL beschäftigt mehr als 600 Mitarbeiter in 4 Ländern (Österreich, Ungarn, Rumänien und in der Schweiz).

## Geschichte
Die SFL wurde 1988 als Planungsbüro gegründet und bildete die Basis für die 1993 geschaffene Stahl-, Fassaden- und Lüftungsbau GmbH. In den Branchen Fassaden- und Metallbau sowie im Anlagen- und Maschinenbau wurden zahlreiche Projekte realisiert. Im Jahre 2002 wurde die Firma Metallbau Treiber GmbH in Graz, 2004 die Mero Austria GmbH mit gesamt 85 Mitarbeitern und 2010 die Maierhofer Glastechnik in St. Marein im Mürztal übernommen. 2012 wurden alle Firmen unter einer Dachgesellschaft namens SFL technologies zusammengefasst. Seit 2013 wird der Hauptsitz in Stallhofen ausschließlich von solarer Energie versorgt. Dies erfolgt durch SFLenergrid, ein auf wissenschaftlicher Basis im FFG-Projekt RESYS entwickeltes hybrides Energieernte-, Speicher- und Versorgungssystem: 1 MWp PV, 255 m² solarthermische Kollektoren, 25.000 l Wasserspeicher, 1,3 Gm³ Erdpendeltspeicher und 400 kW Wärmepumpen bilden die Basis für diese einzigartige Realisierung innerhalb eines Industriebetriebes in Österreich.
Parallel dazu wurden die Standorte in Osteuropa ausgebaut. Der ungarische Standort in Vep/Szombathely, der Anfang der 1990er Jahre in einem agrartechnischen Institut gegründet wurde, entwickelte sich zum Schwerpunkt Maschinen- und Anlagenbau der SFL. Der rumänische Standort wurde im Jahr 2007 in Tășnad, Kreis Satu Mare, aus einem insolventen Unternehmen herausgekauft und saniert. Im Zuge des Ausbaus wurde 2015 auch eine 680-kW-PV-Anlage zur Eigenstromversorgung installiert.
Mit der 2006 gegründeten und 2015 verschmolzenen FIBAG, dem eigenen Forschungszentrum der SFL, wurden unter der Führung von Physiker Mario J. Müller seit 2008 Energie- und Gebäudeforschung mit Unternehmenspartner und Wissenschaftspartnern betrieben – dieser Thinktank bildete die Innovationsbasis für neue Produkt- & Technologie-Entwicklungen und führte u. a. zukunftstauglichen Habitaten wie dem Science Tower in Graz.

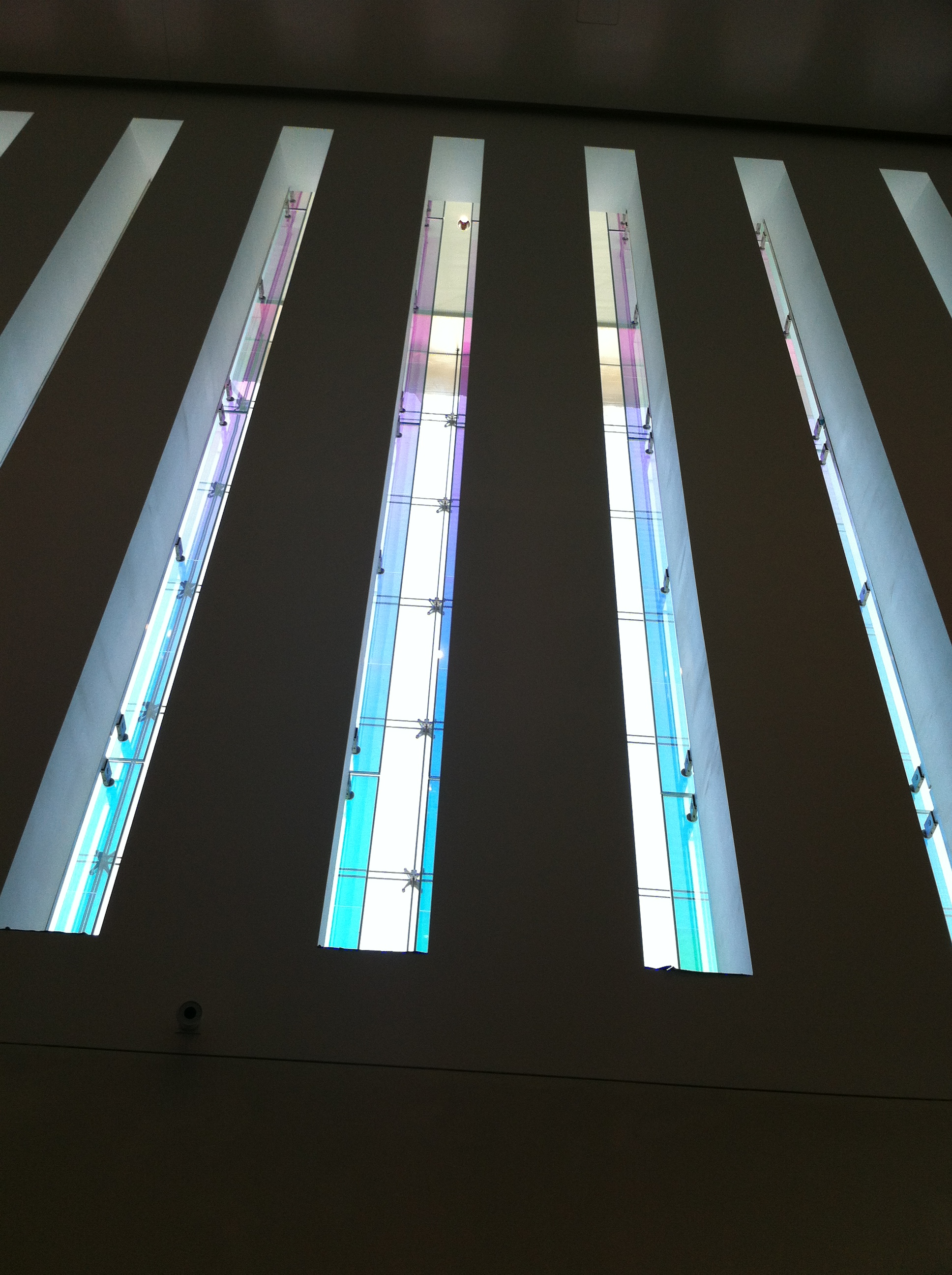
Dirchroide Glasfassadenelemente im One World Trade Center

Seit 2011 ist SFL gemeinsam mit einem Konsortium in der Schweiz bei der Entwicklung der von Michael Grätzel entdeckten und nach ihm benannten Grätzel-Technologie engagiert. SFL entwickelt mithilfe dieser Technologie Energieglas, dies funktioniert als technisches Mimikri nach dem Prinzip der pflanzlichen Photosynthese. Diese transparente Glastechnologie ersetzt konventionelle Glasflächen in Gebäuden und erzeugt gleichzeitig dezentral elektrische Energie. Erstmals wurde die weltweit, neue Technologie als „sundisk“ am Dach des österreichischen Pavillons im Rahmen der Weltausstellung, EXPO 2015 in Mailand gezeigt. Großflächig wird die Technologie im Grazer Science Tower integriert und zu einem wesentlichen Teil zur Energieversorgung in diesem Zentrum für die Entwicklung von neuen, urbanen Technologien beitragen. Der Einsatz des Energieglases im Science-Tower sicherte Graz auch den Platz als Lead-Projekt für Smart Cities in Österreich.
2017 ging ein von SFL Technologies entwickelte Elektrotransporter für Kommunen namens ELI in die Produktion.
2016 stehen insgesamt auf fast 400.000 m² Areal, 45.000 m² Produktionsfläche und eine Lagerkapazitäten von etwa 90.000 m² zur Verfügung, wobei 13.000 m² überdacht sind.
Am 2. November 2017 wurde wegen eines gescheiterten Großprojekts, bei dem die Signa-Gruppe unberechtigt vom Vertrag zurückgetreten sein soll, ein Insolvenzverfahren über die SFL technologies eröffnet. 330 Gläubiger und 186 Arbeitnehmer waren von der Insolvenz betroffen. Die Schulden beliefen sich auf 106 Millionen Euro. Da der Sanierungsplan nicht erfüllt werden konnte, wurde 2019 aufgrund erneuter Insolvenz ein Konkursverfahren eröffnet. Nach dem Konkurs der Muttergesellschaft SFL Holding  wurde die Beteiligung an der SFL Engineering, dem ältesten Teil der SFL-Gruppe, abgetreten und vom Firmengründer Johann Höllwart übernommen.
Seit der Schließung der SFL technologies GmbH werden Fassenprojekte von der SFL Engineering realisiert. Die Geschäftsfelder Glasproduktion und Elektro-Nutz-Mobilität wurden aufrechterhalten, und die Werke in Ungarn und Rumänien blieben in Betrieb.

## Bauwerke

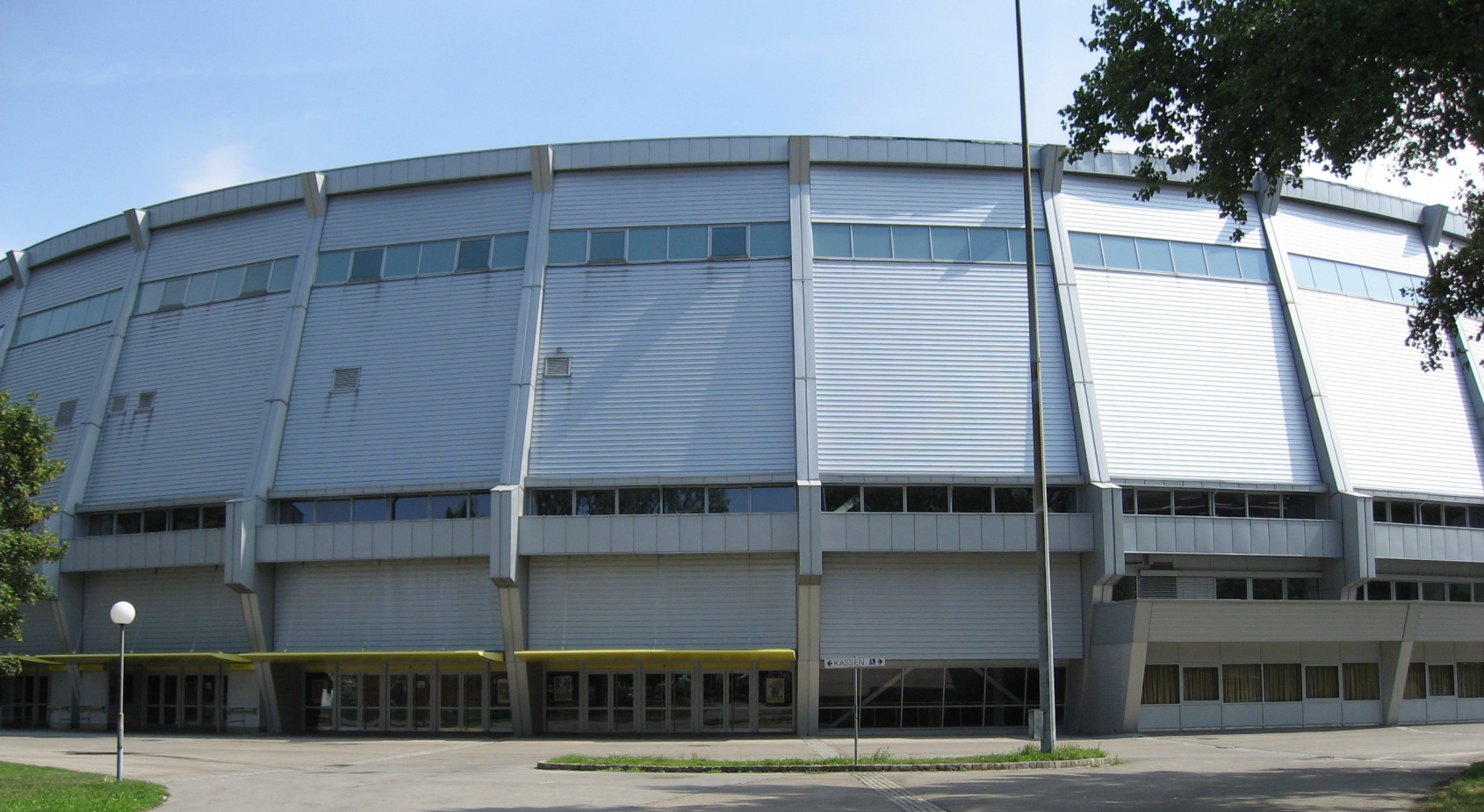
Ferry-Dusika-Hallenstadion

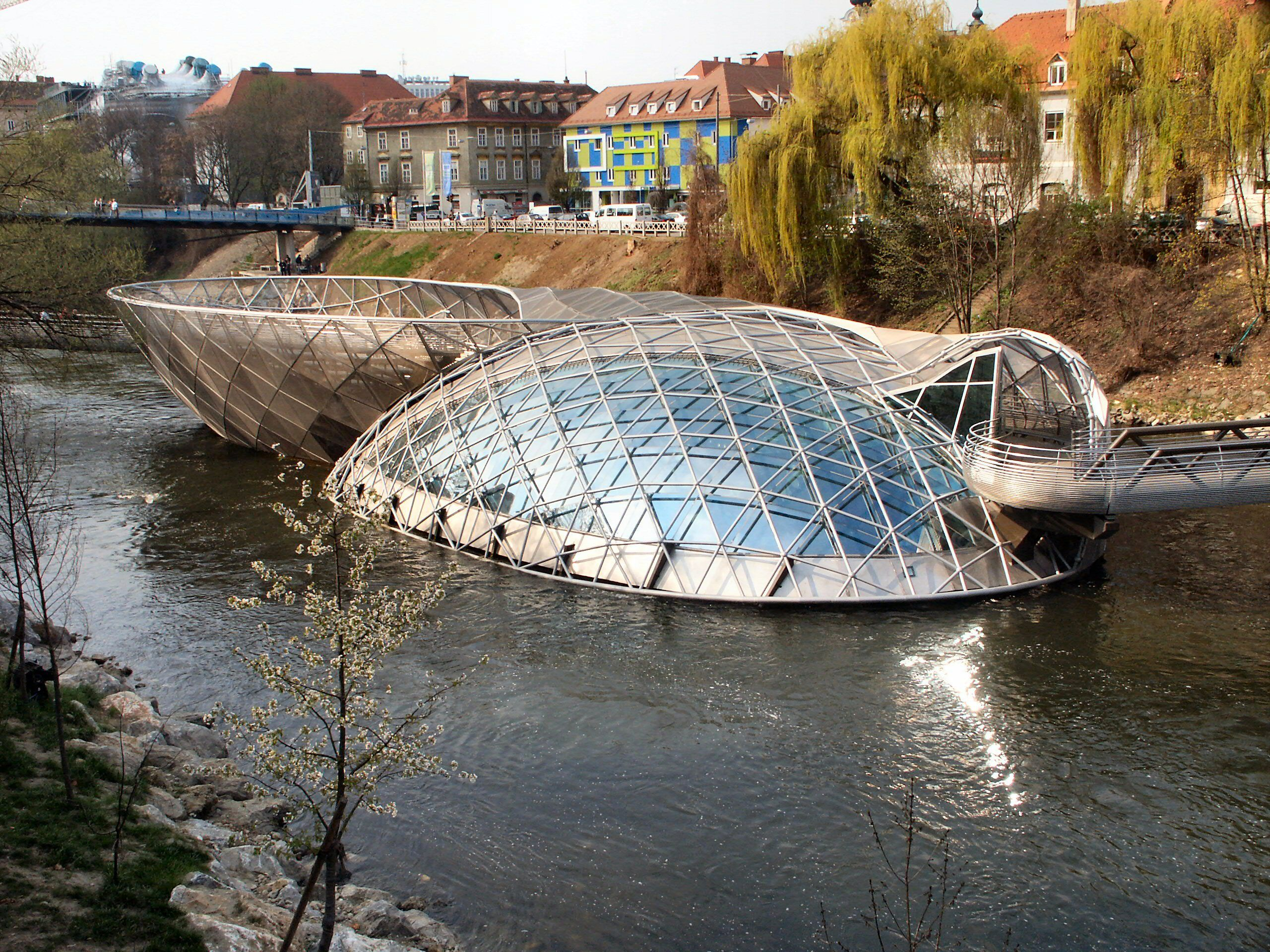
Grazer Murinsel

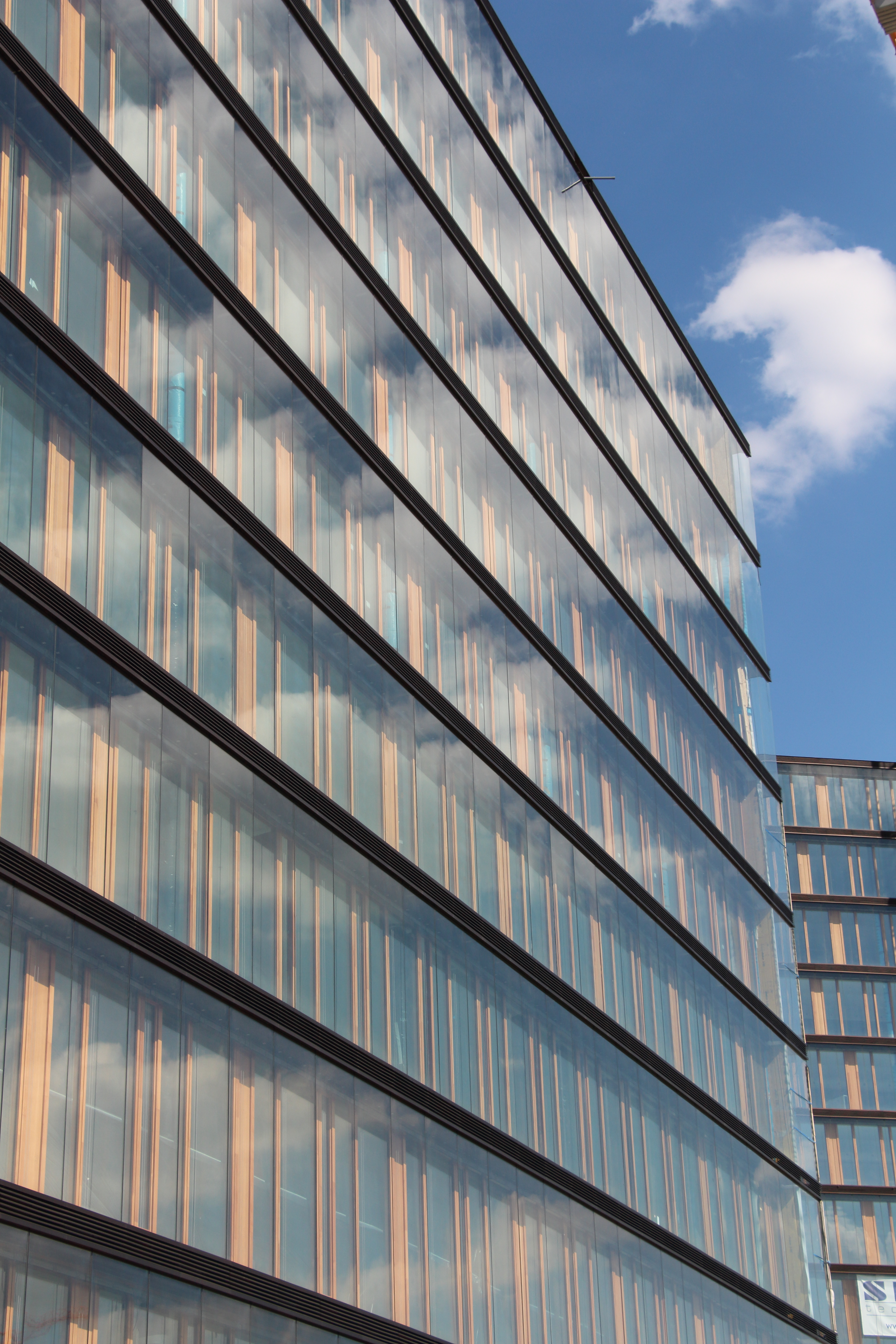
Zweischalige Fassade des Ersten Campus

Die SFL GmbH realisierte ab 1999 folgende Bauwerke bzw. Teile davon:
- Sappi Gratkorn Maschinenhalle, Gratkorn, 1999
- Ferry-Dusika-Hallenstadion, Wien, 1999
- Grazer Murinsel, Graz, 2003
- Kunsthaus Graz, Graz, 2003
- BAWAG P.S.K. Zentrale, Wien, 2003
- Neue Donau Hochhaus, Wien, 2003
- Kraftwerk Donaustadt, Wien, 2004
- Justizzentrum, Leoben, 2006
- Haus der Wirtschaft, St. Pölten, 2007
- BMW Museum, München, 2008
- Estag Headquarters, Graz, 2010
- Joanneumsviertel, Graz, 2011 (sich schneidende Lichtkegel in den Keller aus Isolier-Verbund-Sicherheitsglas)
- Wien Mitte, Wien, 2012
- ÖBB Headquarters, Wien, 2014
- One World Trade Center (Glastechnologien), New York, 2014
- Erste Campus, Wien, 2015
- Midfield Terminal, Abu Dhabi 2017
- Schlosshotel Mönchstein – The Glass Garden, Salzburg 2018
- Kunsthalle Krems[9], 2019